# Catalina, Veracruz
Catalina är en ort i Mexiko.   Den ligger i kommunen Las Vigas de Ramírez och delstaten Veracruz, i den sydöstra delen av landet, 210 km öster om huvudstaden Mexico City. Catalina ligger 2 430 meter över havet och antalet invånare är 152.
Terrängen runt Catalina är kuperad söderut, men norrut är den bergig. Runt Catalina är det ganska tätbefolkat, med 160 invånare per kvadratkilometer. Närmaste större samhälle är Perote, 17,5 km sydväst om Catalina. I omgivningarna runt Catalina växer i huvudsak blandskog.